# Vrutci (Užice)
Vrutci (em cirílico: Врутци) é uma vila da Sérvia localizada no município de Užice, pertencente ao distrito de Zlatibor, na região de Stari Vlah. A sua população era de 139 habitantes segundo o censo de 2011.

## Demografia
| 1948 | 1953 | 1961 | 1971 | 1981 | 1991 | 2002 | 2011 |
| ---- | ---- | ---- | ---- | ---- | ---- | ---- | ---- |
| 724  | 766  | 746  | 676  | 513  | 318  | 222  | 139  |